# Cladonia rugulosa
Cladonia rugulosa är en lavart som beskrevs av Ahti. Cladonia rugulosa ingår i släktet Cladonia och familjen Cladoniaceae.   Inga underarter finns listade i Catalogue of Life.